# 1378
1378 (MCCCLXXVIII) var ett normalår som började en fredag i den julianska kalendern.

## Händelser

### April
- 8 april – Sedan Gregorius XI har avlidit den 27 mars väljs Bartolomeo Prignano till påve och tar namnet Urban VI. Därmed inleds den stora schismen, som kommer att vara fram till 1417.

### Okänt datum
- Påven stadfäster Vadstena klosters klosterregler, vilket innebär att heliga Birgittas orden nu definitivt är godkänd av Rom.
- Florentinska textilarbetare gör uppror.

## Födda
- 31 december – Calixtus III, född Alfonso de Borja, påve 1455–1458.
- Johanna II av Auvergne, fransk vasall.

## Avlidna
- 27 mars – Gregorius XI, född Pierre Roger de Beaufort, påve sedan 1370.
- 29 november – Karl IV, kung av Böhmen sedan 1346 och tysk-romersk kejsare sedan 1355.